# Evi Kratzer
Evi Kratzer (né le 24 janvier 1961 à Arvigo) est une ancienne fondeuse suisse.

## Carrière

### Championnats du monde
- Championnats du monde de ski nordique 1987 à Oberstdorf 
  -  Médaille de bronze sur 5 km.

### Coupe du monde
- Meilleur classement final : 5e en 1985.
  - 3 podiums en épreuve individuelle, dont 1 victoire.

#### Victoires
| Date            | Lieu    | pays   | Compétition |
| --------------- | ------- | ------ | ----------- |
| 10 janvier 1987 | Calgary | Canada | 10km TC     |

Légende :

TC = classique

TL = libre

MS = départ en masse

HS = départ avec handicap

PU = poursuite